# イメージベースドライティング
イメージベースドライティング（英: Image-based lighting）は、現実世界の全方向の光情報をキャプチャした画像を光源として用いる3Dレンダリングの手法。この画像は環境マッピングと同様にドームや球体にプロジェクションされ、シーン内のオブジェクトへのライティングの計算に使用される。これにより、従来のレンダリング手法で正確なライティングを目指すのではなく、非常に詳細な現実世界のライティングをシーンに適用することが可能となった。より正確な発音に近いイメージベーストライティングや、略称のIBLとも呼ばれる。
イメージベースドライティングでは一般的に、写実性を高めるためハイダイナミックレンジイメージ（HDRI）が使用される。
Fxguideによれば、システムにより正確な用語は異なる場合があるものの、現代のほぼすべてのレンダリングソフトウェアにはイメージベースドライティングの機能が実装されている。

## 映画での使用
映画分野においては、ILMが『パール・ハーバー』で導入したのがきっかけの一つとなり、アンビエント・オクルージョン・マップとともにVFX業界に浸透した。『モンスターズ・ユニバーシティ』、『華麗なるギャツビー』、『アイアンマン2』などをはじめとする数多くの作品で使用されている。
また、現実の撮影セットに2つの小さな球体（1つはマット素材、1つは光を反射する素材）を置いて撮影する手法があり、これは、仮想の物体や人物が実写の物体や人物と干渉し合うなどの実写合成を行う際、イメージベースドライティングを用いて同じライティングの条件下になるように使用される。

## ゲームでの使用
ゲーム機やパソコンがこの技術を用いてリアルタイムにシーンをレンダリングできる計算資源を持つようになると、コンピュータゲームでもイメージベースドライティングが使用されるようになった。使用例として以下が挙げられる。
- 『Forza Motorsport 4』[5]
- 『ライズ オブ ザ トゥームレイダー』[6]
- 『Into the Stars（英語版）』[7]
- 『SuperTuxKart』[8]

イメージベースドライティングはCrytek社のビデオゲームエンジン「CryENGINE」にも実装されている。